# 心磁図
心磁図（しんじず 英語: Magnetocardiography）は心筋の電気的な活動によって生じる磁場を高感度磁気センサを用いて計測、可視化する技術である。

## 概要
拍動時に生じる微小電流で生体磁場が生じるのでこれを磁気センサで検出する。心臓磁界は地磁気の百万分の1程度の最大100pT（ピコテスラ）でしかなく、周囲の磁気雑音にかき消されるため磁気シールドルームを要する。従来より超伝導量子干渉素子（SQUID）を利用して心磁図のデータの取得が行われてきたが、近年では極低温での冷却の不要なトンネル磁気抵抗効果素子や光ポンピング磁力計やGSRセンサ、フラックスゲート磁力計による心磁界の計測法が開発されつつある。
1963年にBauleとMcFeeは周囲の雑音を相殺するために対向させた200万回も巻いた2個のコイルを用いて世界で最初に心磁図の計測に成功した。1967年にマサチューセッツ工科大学のディビッド・コーエンが磁気シールドルームを用いて巻数の少ない磁束検出コイルと電子増幅器を用いて心臓や脳などから発生する磁界の計測に成功した。

## 磁場のシールド
心臓から放出される磁場の強度は数ピコテスラ（1pT=10−12>T）と非常に小さいため、超伝導量子干渉素子（SQUID）を使用する場合には地磁気を含めた外部由来の磁場を遮蔽する必要があった。トンネル磁気抵抗効果ではダイナミックレンジがmTオーダーで、生体からの磁場の強度（pTオーダー）と比較して桁違いに大きいのが超伝導量子干渉素子（SQUID）と比較して最大の利点となり、生体信号のような低周波の信号に対して適当な帯域フィルタ等を装着すれば、環境磁気ノイズを電気的に取り去ることができるため、大がかりな磁気シールドルームが不要になり、センサをウェアラブル化することで運動時の生体磁場の高分解能測定、長時間の測定など、特徴を生かした計測方法が考えられ、不整脈の原因部位の診断精度の向上、長時間計測による不整脈波の検出率の向上、運動負荷時の心臓異常磁場の計測や空間解像度の向上による心筋内の電位分布の描出、狭心症・心筋梗塞の早期発見のように従来の心電計、心磁計では不可能であった様々なことが可能となる。

### 心電図との比較
心電図も心磁図も同じ心筋の活動から得られる信号を計測しているが、両者には重要な違いが存在する。 
電場とは対照的に磁場は肋骨（ろっこつ）や体皮による抵抗の影響を受けにくいので、心磁図はより高い空間分解能を得ることが出来る。電場と磁場は互いに直交するので、最も感度の高い方向、通常は場が最大になる方向は互いに直交している。